# Calesia hirtisquama
Calesia hirtisquama là một loài bướm đêm trong họ Erebidae.